# コンプソグナトゥス科
コンプソグナトゥス科（Compsognathidae）はコエルロサウルス類に属するとされた、分類上問題のある科である。全般的に保守的な形態でありジュラ紀から白亜紀にかけて生息していた。4属では骨格の周辺に羽毛、皮膚の印象が発見されている。ジュラヴェナトル、シノサウロプテリクス、シノカリオプテリクスでは単純で原始的な羽毛の痕跡が見つかっている一方、ジュラヴェナトルとコンプソグナトゥスでは尾と後肢に鱗の痕跡が見つかっている。
コエルロサウルス類におけるコンプソグナトゥス科の位置は不明確である。最も基底的な位置に置かれることもある一方で、マニラプトル類とされる場合もある。少なくともいくつかのコンプソグナトゥス科は大型テタヌラの幼体であることが判明しており、全てまたは多くのコンプソグナトゥス科は大型テタヌラの幼体で「コンプソグナトゥス科」は正当な分類群ではないとされる。

## 分類上の問題
2003年にオリバー・ラウフトはコエルルス科（Coeluridae）をコエルルス（ジュラ紀後期、北アメリカ）、コンプソグナトゥス（ジュラ紀後期、ヨーロッパ）、シノサウロプテリクス（白亜紀前期、アジア）および未命名のコンプソグナトゥスに似た種（白亜紀前期、南アメリカ、のちに新属ミリスキア（Mirischia）と命名された）を含むものとして再定義した。しかし、この分類は普及していない。2005年にポール・セレノはたとえコエルルスやオルニトレステスがコンプソグナトゥスと同じ科に属するとしても科の名前としては"コンプソグナトゥス科"が優先されるべき名前であると指摘している。

アンドレア・カウは2021年と2024年にコンプソグナトゥス科の再評価を行い、コンプソグナトゥス科が複数の系統を含む幼体の寄せ集めであることを発見した。
それによれば、コンプソグナトゥスとスキウルミムスはメガロサウルス上科、ジュラヴェナトルはアロサウルス類、ファシャグナトゥス・ミリスキア・シノサウロプテリクス・シノカリオプテリクスはティラノサウルス上科とマニラプトル形類の外の基盤コエルロサウルス類であるとし、スキピオニクスは1回目の再評価でカルカロドントサウルス科とされたのち、2回目の再評価でメガロサウルス上科へ割り当てられた。

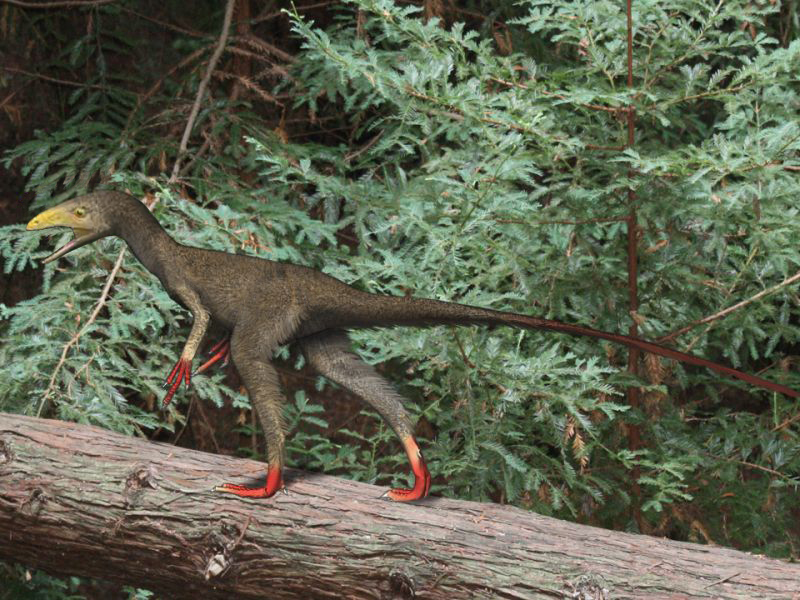
シノカリオプテリクス
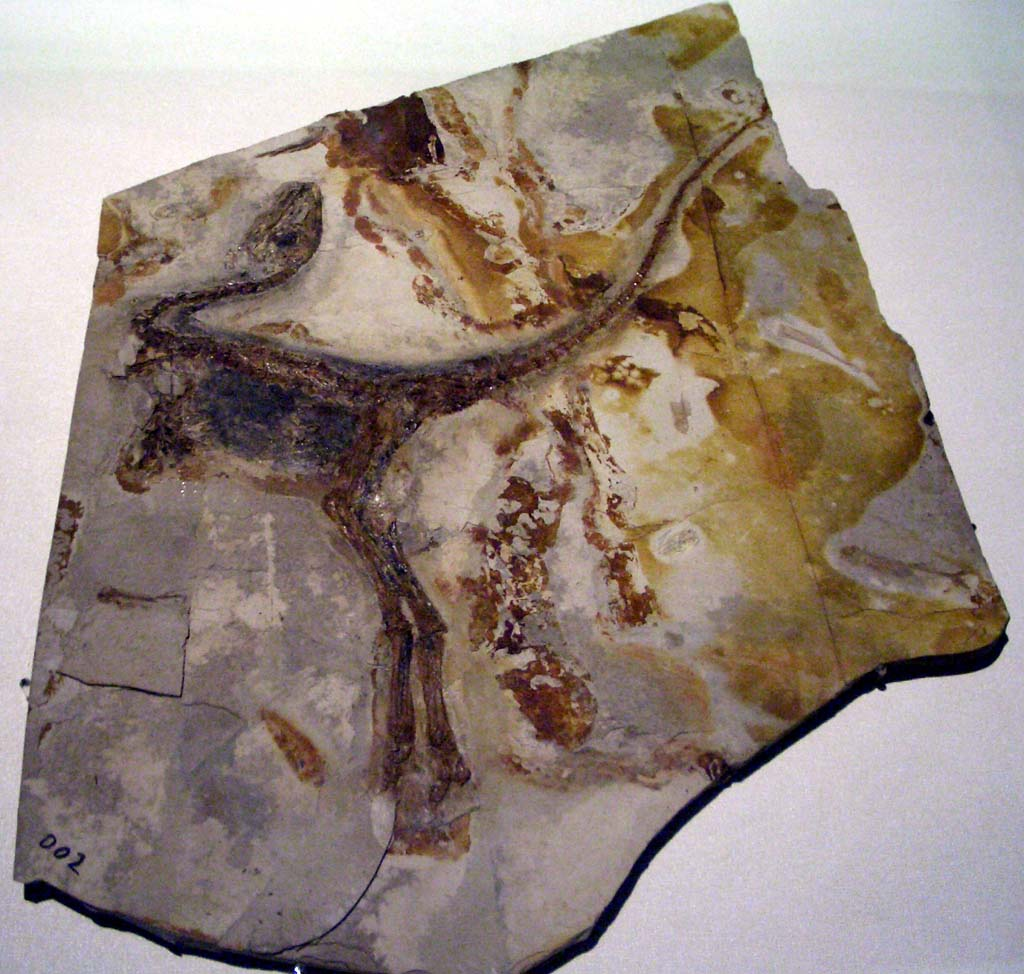
シノサウロプテリクス
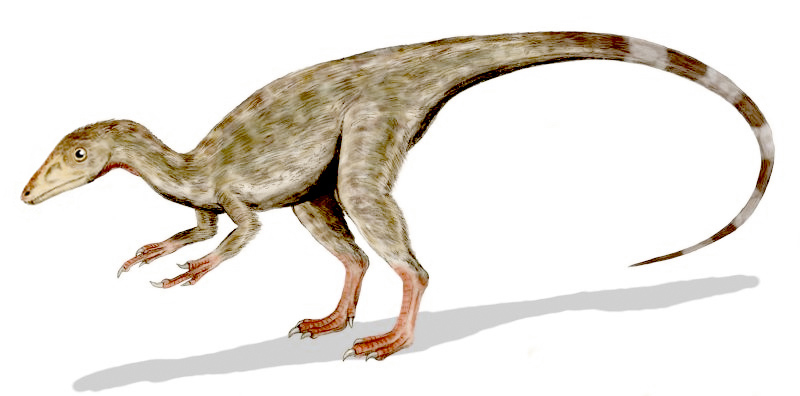
コンプソグナトゥス
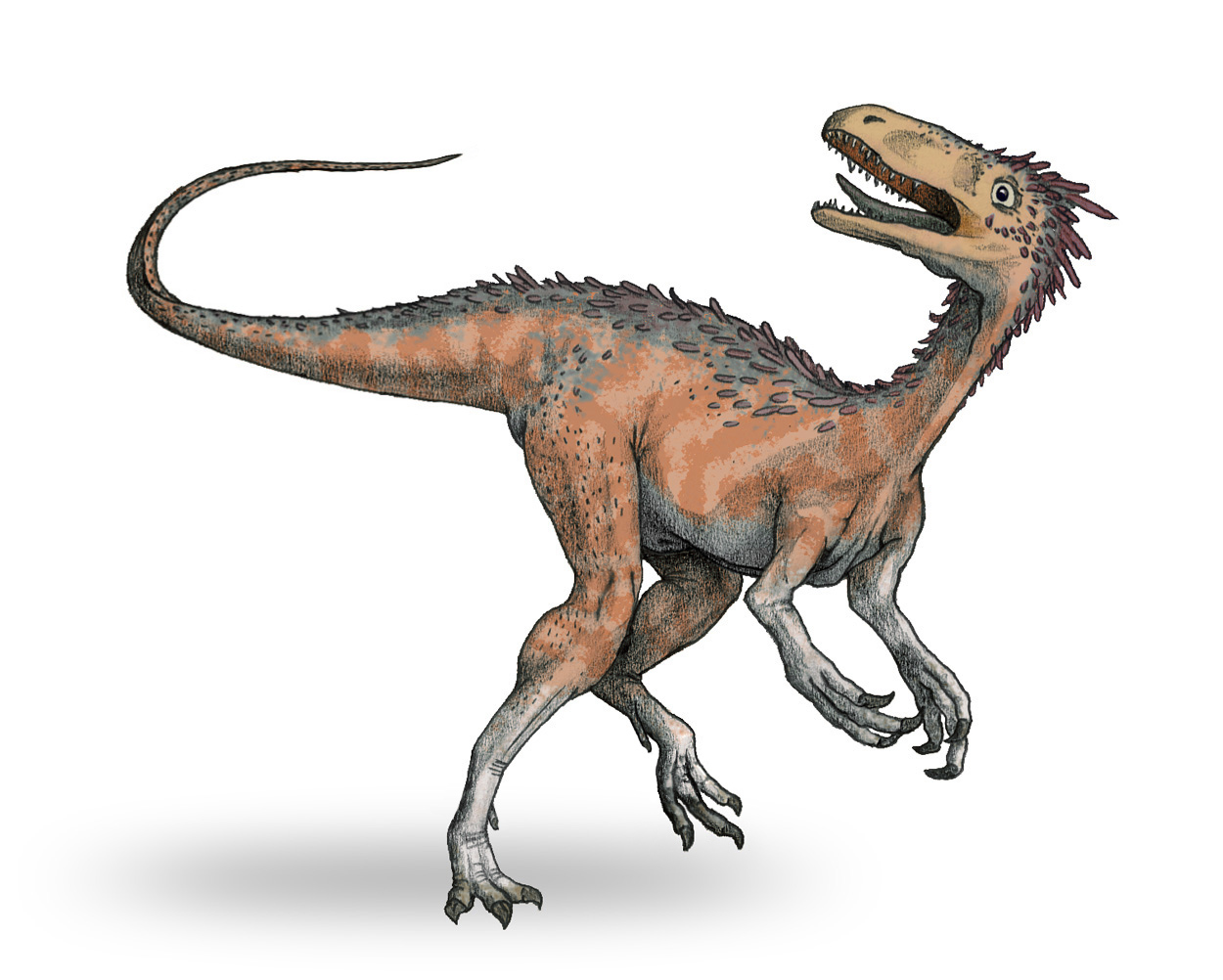
ファシャグナトゥス

## 参照
1. ↑  Senter P., Kirkland J.I., DeBlieux D.D., Madsen S., Toth N. (2012). “New Dromaeosaurids (Dinosauria: Theropoda) from the Lower Cretaceous of Utah, and the Evolution of the Dromaeosaurid Tail”. PLoS ONE 7 (5):  e36790. doi:10.1371/journal.pone.0036790. PMC 3352940. PMID 22615813.
2. 1 2  Holtz, Thomas R. Jr. (2012) Dinosaurs: The Most Complete, Up-to-Date Encyclopedia for Dinosaur Lovers of All Ages, Winter 2011 Appendix.
3. ↑  Holtz TR, Molnar RE, Currie PJ (2004). “Basal Tetanurae”. In Weishampel DB, Dodson P, Osmólska H. The Dinosauria (2nd Edition). University of California Press. p. 105. ISBN 0-520-24209-2
4. ↑  Gauthier JA. (1986) Saurischian monophyly and the origin of birds. pp. 1-55 In Padian, K. (ed.) The Origin of Birds and the Evolution of Flight. Memoirs of the California Academy of Sciences 8.
5. ↑  Forster CA, Sampson SD, Chiappe LM & Krause DW (1998), The theropod ancestry of birds: new evidence from the Late Cretaceous of Madagascar. Science 279: 1915-1919
6. ↑  Cau, Andrea (2021). “Comments on the Mesozoic theropod dinosaurs from Italy”. Atti della Società dei Naturalisti e Matematici di Modena 152:  81–95.
7. 1 2   Cau, Andrea (07 settembre 2021 エラー: 日付が正しく記入されていません。（説明）). “Theropoda: Carcharodontosauri d'Italia”. Theropoda. 2023年8月29日閲覧。
8. ↑   https://www.researchgate.net/publication/379902868_A_Unified_Framework_for_Predatory_Dinosaur_Macroevolution
9. 1 2 3   Cau, Andrea (18 aprile 2024 エラー: 日付が正しく記入されていません。（説明）). “Theropoda: The Rise of the Tyrannies, the Fall of the Nursery Clades, and the Theropod Theory of Everything”. Theropoda. 2024年5月27日閲覧。